# Save the Snail 2
Save the Snail 2 est une suite du premier jeu mobile du studio Alda Games basé à Brno, sorti en 2015, qui a apporté un changement significatif dans le style visuel et le gameplay. 

## Jouabilité
Le jeu est basé sur son prédécesseur, Save the Snail. Le joueur est chargé de protéger l'escargot du danger. L'escargot est toujours placé dans une situation où il est en grand danger, principalement à cause de la fin de chaque tour, qui est mise en œuvre en laissant tomber des objets du haut de l'écran - ces objets tueront l'escargot s'ils le touchent de la moindre façon. Le joueur doit utiliser le lancer logique d'objets dans la carte du jeu pour cacher ou relocaliser l'escargot afin de survivre à l'attaque finale.
Save the Snail 2 propose un contenu beaucoup plus riche que le premier volet. Le joueur dispose de 3 mondes de 20 niveaux à traverser séquentiellement. S'il n'arrive pas à terminer un niveau, il reçoit des indices qui lui indiquent quel objet lancer et où le lancer dans le cadre de la solution idéale. Toutefois, le joueur n'est pas obligé de suivre cette solution idéale, car la plupart des niveaux laissent un certain degré de liberté et offrent plusieurs façons de sauver l'escargot.

## Développement et adoption
Sorti en avril 2015 sur les appareils Windows Phone, Android et iOS, le jeu a nécessité environ six mois de développement et est proposé en téléchargement et en jeu gratuits depuis sa sortie. Le jeu a reçu un accueil positif de la part des critiques et de la communauté des joueurs, avec une note moyenne d'environ 4,5/5 dans la boutique d'applications Google Play. 